# 大間テレビ中継局
大間テレビ中継局（おおまテレビゅうけいきょく）は、青森県下北郡大間町に置かれているテレビ中継局である。なお、ここでは地デジ化で廃止された大間平テレビ中継局、受信障害対策中継局である大間材木テレビ中継局についても記載する。

## 大間テレビ中継局

### デジタルテレビ放送
| リモコン 番号 | 放送局名         | チャンネル 番号 | 空中線 電力 | ERP  | 偏波面   | 放送対象地域 | 放送区域 内世帯数 | 運用開始日      |
| ------------- | ---------------- | --------------- | ----------- | ---- | -------- | ------------ | ----------------- | --------------- |
| 1             | RAB 青森放送     | 43              | 1W          | 6.6W | 水平偏波 | 青森県       | 約2,200世帯       | 2009年 12月21日 |
| 2             | NHK 青森教育     | 20              | 1W          | 6.6W | 水平偏波 | 全国         | 約2,200世帯       | 2009年 12月21日 |
| 3             | NHK 青森総合     | 31              | 1W          | 6.6W | 水平偏波 | 青森県       | 約2,200世帯       | 2009年 12月21日 |
| 5             | ABA 青森朝日放送 | 33              | 1W          | 6.6W | 水平偏波 | 青森県       | 約2,200世帯       | 2009年 12月21日 |
| 6             | ATV 青森テレビ   | 26              | 1W          | 6.6W | 水平偏波 | 青森県       | 約2,200世帯       | 2009年 12月21日 |

- 所在地： 下北郡大間町大間字内山（西吹付山）[2]
- 放送区域： 大間町の一部[2]
- 2009年9月15日に予備免許が交付され[3][4]、11月中旬に試験電波を発射。12月18日に本免許が交付され[1]、12月21日に本放送を開始した[1][5]。

### アナログテレビ放送
| チャンネル 番号 | 放送局名       | 空中線電力 （映像/音声） | ERP （映像/音声） | 偏波面   | 放送対象地域 | 放送区域 内世帯数 | 運用開始日      |
| --------------- | -------------- | ------------------------ | ----------------- | -------- | ------------ | ----------------- | --------------- |
| 1               | RAB 青森放送   | 1W/250mW                 | 1.65W/420mW       | 垂直偏波 | 青森県       | 2,044世帯         | 1968年 12月10日 |
| 3               | NHK 青森総合   | 1W/250mW                 | 1.8W/450mW        | 垂直偏波 | 青森県       | 2,044世帯         | 1968年 12月10日 |
| 5               | NHK 青森教育   | 1W/250mW                 | 1.7W/420mW        | 垂直偏波 | 全国         | 2,044世帯         | 1968年 12月10日 |
| 60              | ATV 青森テレビ | 10W/2.5W                 | 58W/14.5W         | 水平偏波 | 青森県       | 2,044世帯         | 1973年 9月30日  |

- 所在地： VHF： 下北郡大間町大間字七郎平[7] / UHF： 下北郡大間町大間字根田内[6]
- 2011年7月24日をもってすべて廃止された。なお、ABAにはチャンネルが割り当てられていなかったが、場所により同系列である北海道のHTBはもとより青森に系列局のないuhbやtvhも受信できた。

## 大間平テレビ中継局

### アナログテレビ放送
| チャンネル 番号 | 放送局名       | 空中線電力 （映像/音声） | ERP （映像/音声） | 偏波面   | 放送対象地域 | 放送区域 内世帯数 | 運用開始日     |
| --------------- | -------------- | ------------------------ | ----------------- | -------- | ------------ | ----------------- | -------------- |
| 50              | NHK 青森教育   | 100mW/25mW               | 690mW/170mW       | 水平偏波 | 全国         | 222世帯           | 1979年 3月30日 |
| 52              | NHK 青森総合   | 100mW/25mW               | 690mW/170mW       | 水平偏波 | 青森県       | 222世帯           | 1979年 3月30日 |
| 54              | RAB 青森放送   | 100mW/25mW               | 690mW/170mW       | 水平偏波 | 青森県       | 222世帯           | 1979年 3月30日 |
| 56              | ATV 青森テレビ | 100mW/25mW               | 690mW/170mW       | 水平偏波 | 青森県       | 222世帯           | 1979年 3月30日 |

- 所在地： 下北郡大間町大間字大間平
- 2011年7月24日をもってすべて廃止された。なお、ABAにはチャンネルが割り当てられていなかったが、場所により同系列である北海道のHTBはもとより青森に系列局のないuhbやtvhも受信できた。
- 当初はデジタルテレビ中継局が開設される予定だったが[11]、2009年12月25日にロードマップが変更され、置局不要とされた[12]。

## 大間材木テレビ中継局
大間町を免許人とするギャップフィラー方式の中継局に、2011年6月15日に免許が交付された。

### デジタルテレビ放送
| リモコンキー 番号 | 放送局名         | チャンネル 番号 | 空中線 電力 | ERP  | 偏波面   | 放送対象地域 | 放送区域 内世帯数 | 運用開始日 |
| ----------------- | ---------------- | --------------- | ----------- | ---- | -------- | ------------ | ----------------- | ---------- |
| 1                 | RAB 青森放送     | 43              | 10mW        | 45mW | 垂直偏波 | 青森県       | 61世帯            | 2011年     |
| 2                 | NHK 青森教育     | 20              | 10mW        | 45mW | 垂直偏波 | 全国         | 61世帯            | 2011年     |
| 3                 | NHK 青森総合     | 31              | 10mW        | 45mW | 垂直偏波 | 青森県       | 61世帯            | 2011年     |
| 5                 | ABA 青森朝日放送 | 33              | 10mW        | 45mW | 垂直偏波 | 青森県       | 61世帯            | 2011年     |
| 6                 | ATV 青森テレビ   | 26              | 10mW        | 45mW | 垂直偏波 | 青森県       | 61世帯            | 2011年     |

- 所在地： 下北郡大間町奥戸字材木川目（農村婦人の家前）[15][16]
- 放送区域： 大間町の一部[15]